# دان فريدكين
دان فريدكين (1965-) هو رجل أعمال ومنتج أفلام أمريكي، والرئيس التنفيذي لمجموعة فريدكين التي أسسها والده توماس إتش فريدكين، رئيس نادي روما في الدوري الإيطالي، ومالك نادي إيفرتون في الدوري الإنجليزي الممتاز. تقدر ثروته الصافية بـ7.8 مليار دولار أميركي. وُلِد في سان دييغو، كاليفورنيا، جده مؤسس شركة باسيفيك ساوث ويست للطيران. حصل على درجة البكالوريوس من جامعة جورج تاون، ودرجة الماجستير من جامعة رايس.

## حياته المهنية
في سن الخامسة والثلاثين أصبح دان فريدكين الرئيس التنفيذي لشركة جولف تويوتا ومجموعة فريدكين، بعد أن سلمه والده إدارة الشركة وموظفيها البالغ عددهم 3000 موظف. في عام 2013، تولى فريدكين منصب رئيس مجلس إدارة مجموعة من المنتجعات الفاخرة والفنادق في الولايات المتحدة والمكسيك وكوستاريكا وأوروبا ومنطقة البحر الكاريبي وفيجي.
في عام 2017، شارك فريدكين في تأسيس شركة جنوب 30، التي توفر رأس المال والاستشارات للمشاريع والشركات الإبداعية. في عام 2018، استحوذ فريدكين وشركته على أغلبية الحصص في شركة نيون، وهي شركة تسويق وتوزيع مسرحي قامت بتوزيع طفيلي (فيلم) الحائز على جائزة الأوسكار.
في ديسمبر 2019، بدأ فريدكين مفاوضات لشراء نادي روما الإيطالي لكرة القدم، وفي 6 أغسطس 2020، وقع العقد الأولي للموافقة على دفع 591 مليون دولار إلى جيمس بالوتا ، المساهم الرئيسي في روما.
في يوليو 2024، بدأ فريدكين مفاوضات لشراء نادي كرة القدم الإنجليزي إيفرتون، وانسحب من المفاوضات في أغسطس 2024، لكنه استأنف المفاوضات بعد فترة وجيزة، حيث وافق على شراء حصة 94.1٪ من النادي المملوكة لفرهاد موشيري تم الانتهاء من الصفقة في 19 ديسمبر 2024 بدفع ما يقرب من 400 مليون جنيه إسترليني ليصبح مالكًا لنادي إيفرتون.
فريدكين هو المؤسس المشارك والمدير لشركة الترفيه الحتمي، وهو استوديو متخصص في تطوير وإنتاج وتمويل الترفيه الأصلي والعلامة التجارية عبر جميع المنصات التي تركز على الأفلام والتلفزيون والأفلام الوثائقية. كان فريدكين منتجًا لأكثر من اثني عشر فيلمًا، بما في ذلك المربع (فيلم) الذي حصل على السعفة الذهبية في مهرجان كان السينمائي لعام 2017، و كل المال في العالم ، مهرب مخدرات (فيلم )، وقتلة زهرة القمر (فيلم ). كما أخرج فيلم فيرمير الأخير لعام 2019. تم تكريم فريدكين عن عمله في فيلم دونكيرك (فيلم) بجائزة الثور ستانت لأفضل حيلة متخصصة. تمكن فريدكين من قيادة طائرة سبيتفاير حقيقية خلال قتال جوي، وهبط على شاطئ مدينة دونكيرك في فرنسا.

## حياته الشخصية
يعيش فريدكين مع زوجته ديبورا وأطفاله الأربعة في هيوستن. هو مؤسس ورئيس مؤسسة تراث الطيران للقوات الجوية وواحد من تسعة طيارين مدنيين من المؤسسة مؤهلين للطيران مع فرق العرض الفردية للقوات الجوية، ويؤدي عروضًا جوية بهلوانية في جميع أنحاء أمريكا الشمالية وأوروبا.
كان فريدكين لاعب جولف وقام ببناء ملعب كونجاري للجولف في ولاية كارولينا الجنوبية والذي صممه توم فازيو، يحتل الملعب المرتبة رقم 42 في قائمة جولف دايجست لأفضل 100 ملعب جولف في أمريكا. هو أيضاً مالك نادي دايموند كريك للغولف في ولاية كارولينا الشمالية والذي اشتراه من واين هويزينجا في عام 2012. أنتخب عام 2019، رئيسًا لمشروع التعافي، وهو جهد تعاوني لتجنيد علوم وتكنولوجيا القرن الحادي والعشرين في مهمة للعثور على الأمريكيين المفقودين في المعارك منذ الحرب العالمية الثانية وإعادتهم إلى وطنهم.

## دوره في حفظ البيئة
أنشأ فريدكين صندوق للحفاظ على البيئة، والذي يعمل على حماية المناطق البرية المهددة بالانقراض وتحفيز التنمية المجتمعية في شرق أفريقيا، وإجراء البحوث والمراقبة من أجل اتخاذ قرارات فعالة لإدارة الحياة البرية وتعزيز الاستدامة طويلة الأمد للحياة البرية. كما تستأجر عائلته 3.2 مليون فدان من مناطق الحياة البرية المحمية في جميع أنحاء تنزانيا للحفاظ عليها. يشغل فريدكين منصب الرئيس الفخري للجنة المتنزهات والحياة البرية التي تدير الموارد الطبيعية والثقافية في تكساس وتحافظ عليها.
في عام 2014، قامت مؤسسة فريدكين وتكساس للحدائق والحياة البرية، إلى جانب منظمات الحفاظ الأخرى، بأكبر استثمار في الحفاظ على البيئة في تاريخ تكساس عندما اشتروا مزرعة باودرهورن التي تبلغ مساحتها 17351 فدانًا للحفاظ على واحدة من أكبر المساحات المتبقية من المراعي الساحلية غير الملوثة في تكساس. يعتبر من مالكي الأراضي الذين دعموا مشروع قانون تشريعي في تكساس من شأنه تنظيم مشاريع طاقة الرياح والطاقة الشمسية في تكساس. كما انتقد دعاة حماية البيئة مشروع القانون، قائلين إنه يستهدف بشكل غير عادل الطاقة المتجددة ويقوض التخفيف من آثار تغير المناخ . سعى فريدكين إلى منع بناء خط نقل كهربائي على مزرعته المترامية الأطراف في غرب تكساس. يملك فريدكين أيضًا مويبا لودج، وهو نزل منعزل فاخر، يقع في محمية خاصة للحياة البرية في الجزء الجنوبي من منتزه سيرينجيتي الوطني في تنزانيا.